# TKO Group Holdings
TKO Group Holdings, Inc. (TKO) é um conglomerado de mídia criado pela Endeavor Group Holdings como parte de uma fusão entre a World Wrestling Entertainment, Inc. (WWE) e a Zuffa, empresa-mãe do Ultimate Fighting Championship (UFC). Após a conclusão da fusão em 12 de setembro de 2023, tanto a WWE quanto o UFC operam como divisões sob a bandeira de TKO.
A fusão marcou a primeira vez que a WWE não foi controlada majoritariamente pela família McMahon, que fundou a empresa e a possuiu por mais de 70 anos. Esta foi a terceira vez que o UFC mudou de propriedade, já que sua controladora Zuffa foi vendida para a Endeavor em 2016. A Zuffa já havia comprado o UFC do Semaphore Entertainment Group em 2001.
O ex CEO da Endeavor, Ari Emanuel, se tornou o CEO da empresa e Mark Shapiro atua como presidente e diretor de operações. Emanuel não assumiu nenhum papel criativo na WWE ou no UFC, com Nick Khan se tornando presidente da WWE pós-fusão e Dana White atuando como CEO do UFC.

## Fundo

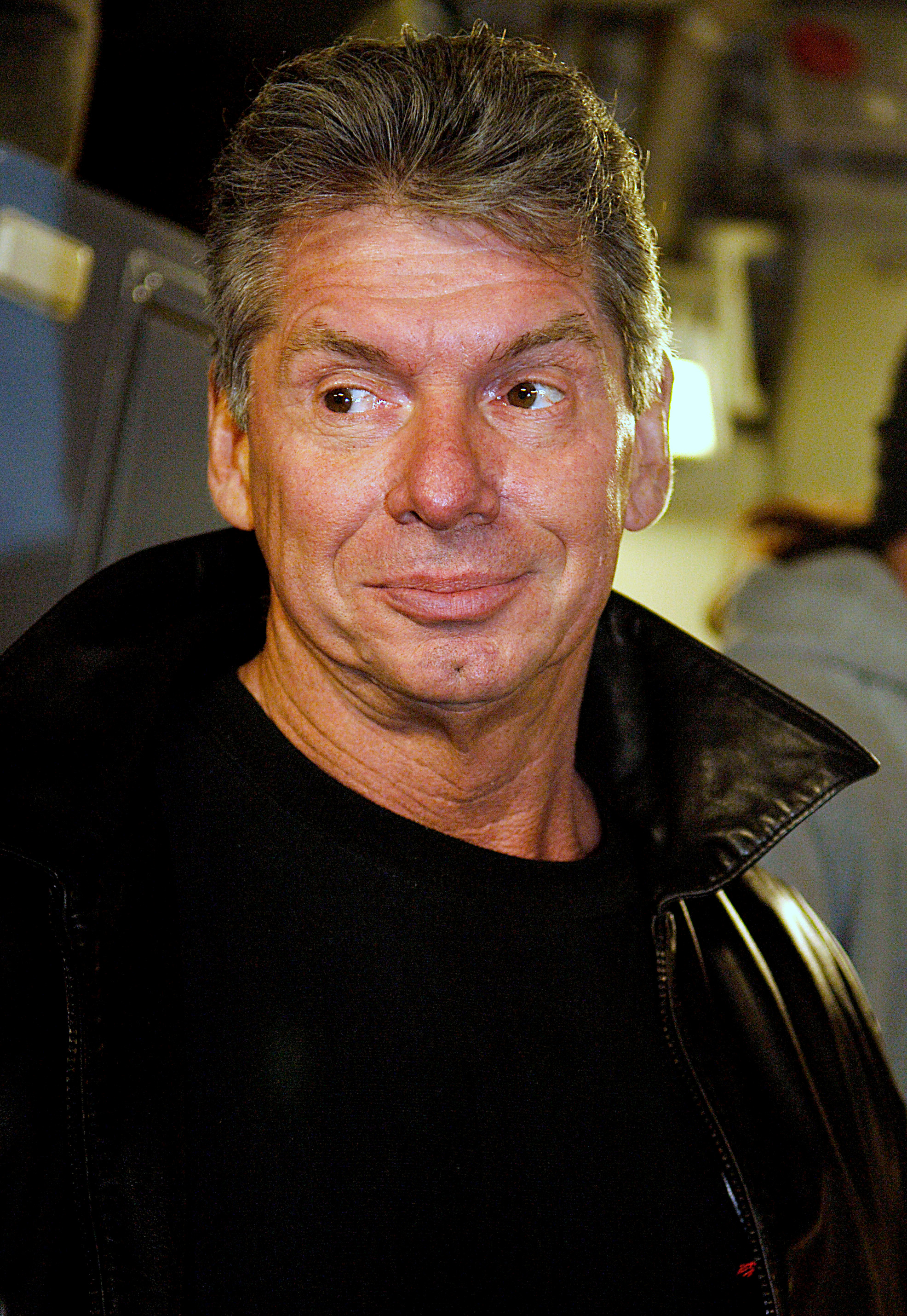
Vince McMahon, um promotor de luta livre de terceira geração e cofundador da Titan Sports, Inc., atua como presidente executivo da TKO Group Holdings.

A WWE foi fundada em 1953 como Capitol Wrestling Corporation (CWC), um território do Nordeste da National Wrestling Alliance (NWA). O CWC era dirigido por Vincent J. McMahon, filho do promotor de boxe e luta livre Jess McMahon . Após uma disputa sobre o lutador da CWC Buddy Rogers ter sido autuado para perder o NWA World Heavyweight Championship para Lou Thesz, a CWC deixou a NWA e se tornou a World Wide Wrestling Federation (WWWF) em abril de 1963. Depois de voltar à NWA em 1971, a WWWF foi renomeada para World Wrestling Federation (WWF) em 1979; o WWF deixou a NWA em 1983. A entidade legal atual, que foi originalmente denominada Titan Sports, Inc., foi constituída em 21 de fevereiro de 1980, em South Yarmouth, Massachusetts, mas reincorporada sob a Lei Geral das Sociedades de Delaware em 1987. A Titan Sports foi cofundada por Vincent K. McMahon, filho de Vincent J., e sua esposa Linda . Adquiriu a Capitol Wrestling Corporation Ltd., a holding da WWF, em 1982. Depois de comprar o WWF, Vince McMahon expandiu a promoção derrubando o sistema territorial da NWA e realizando eventos nos Estados Unidos e no mundo que foram televisionados globalmente. Em 31 de março de 1985, a WWF realizou a primeira WrestleMania, que se tornaria o principal evento da WWF. O status da empresa como a principal organização de luta livre profissional do mundo foi cimentado pela aquisição dos ativos da World Championship Wrestling em 2001. Titan Sports foi renomeada para World Wrestling Federation Entertainment, Inc. em 1999, e depois para World Wrestling Entertainment, Inc. Desde 2011, a empresa passou a se identificar apenas com as iniciais WWE, embora o nome legal não tenha mudado na época. O proprietário majoritário da WWE era seu presidente executivo, o promotor de luta livre de terceira geração Vince McMahon, que detinha 38,6% das ações em circulação da empresa e 81,1% do poder de voto antes da fusão. O encerramento da fusão fez com que o poder de voto e a participação acionária de McMahon diminuíssem drasticamente.

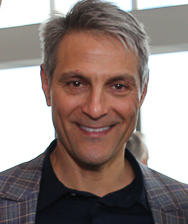
Ari Emanuel, CEO da Endeavor, atua como CEO da TKO Group Holdings.

O Ultimate Fighting Championship (UFC) foi fundado pelo empresário americano Art Davie e pelo artista marcial brasileiro Rorion Gracie e seus parceiros na WOW Promotions, com o apoio do Semaphore Entertainment Group. O primeiro evento do UFC foi realizado em 1993 na McNichols Sports Arena em Denver, Colorado. O objetivo das primeiras competições de luta final era identificar a arte marcial mais eficaz em uma competição com regras mínimas e sem classes de peso entre competidores de diferentes disciplinas de luta. Em eventos subsequentes, regras mais rigorosas foram criadas e os lutadores começaram a adotar técnicas eficazes de mais de uma disciplina, o que indiretamente ajudou a criar um estilo separado de luta conhecido como atual artes marciais mistas (MMA). Em abril de 1995, após o UFC 5, Davie e Gracie venderam sua participação restante no UFC para o Semaphore Entertainment Group e dissolveram a WOW Promotions. Seis anos depois, em 2001, a Zuffa, empresa de promoção esportiva liderada por Frank e Lorenzo Fertitta, comprou o UFC do Semaphore Entertainment Group. A propriedade da Zuffa levou a um período de crescimento para a empresa e para o esporte MMA em geral; a liderança global do UFC no esporte levou a Zuffa a comprar os ativos do Pride Fighting Championships em 2007 e da promoção Strikeforce em 2011 (entre outras promoções de MMA). Em 2016, a Zuffa foi vendida para um grupo liderado pela Endeavor, então conhecido como William Morris Endeavor (WME–IMG), incluindo Silver Lake Partners, Kohlberg Kravis Roberts e MSD Capital . por US$ 4.025 bilhão. Em 2017, a WME – IMG mudou seu nome de participação para Endeavor e quatro anos depois, em 2021, a Endeavor comprou os outros proprietários da Zuffa por uma avaliação de US$ 1,7. bilhão.

## História

### Preparativos da WWE para uma venda
Em 17 de junho de 2022, em meio a alegações de que pagou dinheiro secreto a um ex-funcionário, Vince McMahon deixou o cargo de presidente e CEO da WWE, deixando a empresa para sua filha, Stephanie McMahon, e Nick Khan. Em janeiro de 2023, Vince declarou sua intenção de retornar à WWE antes das negociações sobre os direitos de mídia. Os direitos de mídia da WWE com a Fox e a USA Network expirarão em 2024. Naquele mesmo mês, o JPMorgan foi contratado para lidar com uma possível venda da empresa, com rumores de pretendentes incluindo Comcast e Fox Corporation (proprietários dos parceiros de transmissão da WWE USA Network e Fox), The Walt Disney Company (proprietários da ESPN ), Warner Bros. Discovery (parceiros de mídia da rival All Elite Wrestling ), Netflix, Amazon, Endeavor (a WWE tinha um relacionamento comercial existente com sua subsidiária Endeavor Streaming, que assumiu as operações técnicas de seu serviço de streaming WWE Network em 2019), Liberty Media, Creative Artists Agência e Fundo de Investimento Público da Arábia Saudita (a WWE tem um acordo de longo prazo com o Ministério do Esporte da Arábia Saudita para promover eventos no país).
Em 10 de janeiro de 2023, Stephanie McMahon renunciou ao cargo de presidente e co-CEO da WWE, após o que Vince McMahon assumiu o papel de presidente executivo da WWE, e Nick Khan tornou-se o único CEO.

### Formação
Em 3 de abril de 2023, a WWE e a Endeavor chegaram a um acordo segundo o qual a WWE se fundiria com a controladora do UFC, Zuffa, para formar uma nova empresa que abriria o capital na Bolsa de Valores de Nova York (NYSE) sob o símbolo " TKO ". Internamente, a nova empresa foi inicialmente denominada "New Whale Inc."; em 16 de maio, um porta-voz da Endeavor afirmou que a empresa seria oficialmente conhecida como TKO Group Holdings.
Esperava-se que a Endeavor detivesse uma participação de 51% na TKO Group Holdings, com os acionistas da WWE tendo uma participação de 49%, avaliando a WWE em US$ 9,1. bilhão. A fusão marcaria a primeira vez que a WWE não foi controlada majoritariamente por membros da família McMahon . Esperava-se que Vince McMahon atuasse como presidente executivo da nova entidade, com o CEO da Endeavor, Ari Emanuel, tornando-se CEO da nova empresa e Mark Shapiro atuando como presidente e diretor de operações. A fusão faria com que o UFC e a WWE operassem como divisões separadas da empresa, com Dana White definido para se tornar CEO do UFC e Nick Khan se tornar presidente da WWE após a fusão. Não se espera que Emanuel assuma nenhum papel criativo na WWE, com o chefe criativo da WWE, Paul Levesque, esperado para permanecer em seu papel. O acordo concedeu a McMahon mandato vitalício como presidente executivo da TKO, o direito de nomear cinco representantes da WWE no conselho de 11 membros, bem como direitos de veto sobre certas ações da nova empresa. O filho de Vince, Shane McMahon, tentou comprar o UFC várias vezes nos anos 2000, mas Vince o convenceu a não fazê-lo.
Emanuel afirmou que esta fusão iria "reunir duas empresas líderes em desporto e entretenimento pureplay" e proporcionar "sinergias operacionais significativas". McMahon afirmou que "as empresas familiares têm que evoluir pelos motivos certos", e que "dado o trabalho incrível que Ari e Endeavor fizeram para fazer crescer a marca UFC - quase dobrando sua receita nos últimos sete anos - e o imenso sucesso que já tivemos na parceria com sua equipe em vários empreendimentos, acredito que este é sem dúvida o melhor resultado para nossos acionistas e demais partes interessadas."
Em agosto de 2023, foi anunciado que a fusão seria concluída em 12 de setembro Horas depois do anúncio do acordo de fusão, o escritório de advocacia Ademi LLP iniciou uma investigação sobre a venda, em busca de “possíveis violações do dever fiduciário e outras violações da lei”. O preço das ações da WWE diminuiu adicionalmente após o anúncio da venda.
Após o anúncio do conselho de administração para TKO em 10 de agosto de 2023, Paul Levesque, chefe de criação da WWE, e Dana White, o então presidente do UFC, não foram incluídos no novo conselho, mas foram anunciados como mantendo funções em suas respectivas divisões de TKO. A fusão foi encerrada em 12 de setembro de 2023; com Vince McMahon possuindo pessoalmente 34% do recém-formado Grupo TKO. Após a fusão, White foi nomeado CEO do UFC.
Em janeiro de 2024 em meio a acusações de tráfico sexual, Vince McMahon renunciou à presidência da TKO

## Governança corporativa
O conselho de administração da TKO Group Holdings é composto por onze membros, cinco representando a WWE e seis representando a Endeavor.
| Nome                  | Representante | Papel                                               |
| --------------------- | ------------- | --------------------------------------------------- |
| Ari Emanuel           |               | CEO da TKO Group Holdings                           |
| Vince McMahon         | WWE           | Presidente Executivo da TKO Group Holdings          |
| Egon Durban           |               | Co-CEO da Silver Lake Management                    |
| Nick Khan             | WWE           | Presidente da WWE                                   |
| Steve Koonin          | WWE           | CEO do Atlanta Hawks                                |
| Jonathan Kraft        |               | Presidente do Grupo Kraft e do New England Patriots |
| Sonya Medina Williams | Endeavor      | Presidente e Diretora Executiva de Reach Resilience |
| Mark Shapiro          |               | Presidente e COO da TKO Group Holdings              |
| Carrie A. Wheeler     | WWE           | CEO da Opendoor                                     |
| Nancy Tellem          |               | Diretor de mídia da Eko                             |
| Peter Bynoe           | WWE           | Conselheiro Sênior da DLA Piper                     |

## Ativos
- WWE
  - Alpha Entertainment ( proprietário minoritário )
  - Tapout ( 50%, compartilhado com Authentic Brands Group )
  - Torres Titãs
  - TSI Realidade Services, Inc.
  - WCW Inc.
  - Livros da WWE
  - Vídeo caseiro da WWE
  - WWE Jet Services Inc.
  - Departamento de Legado da WWE
    - Associação Americana de Luta Livre
      - Clube de boxe e luta livre de Minneapolis

    - Deep South Wrestling ( selecione a filmagem )
    - Evoluir
      - Dragon Gate EUA

    - Luta de Campeonato Extremo
      - Luta do Campeonato Oriental

    - Luta pelo Campeonato da Flórida
    - Georgia Championship Wrestling ( selecione a filmagem )
    - Federação Global de Luta Livre
    - Heartland Wrestling Association ( selecione a filmagem )
    - Campeonato Internacional de Luta Livre
    - Promoções Jim Crockett
      - Luta dos Estados Centrais ( selecione a filmagem )
        - Associação de luta livre do centro-oeste

      - Championship Wrestling da Flórida
      - Championship Wrestling da Geórgia
      - Luta pelo Campeonato dos Estados do Leste
      - Luta pelo Campeonato do Meio Atlântico

    - Luta de folha de bordo
      - Clube Atlético de Queensbury

    - Luta pelo Campeonato de Memphis
    - Ohio Valley Wrestling ( selecione a filmagem )
    - Luta na Montanha Fumegante
    - Stampede Wrestling ( selecione a filmagem )
      - Grande luta livre
      - Luta Klondike
      - Luta Selvagem

    - Luta profissional final
    - Federação Universal de Luta Livre
      - Luta Centro-Sul
      - NWA Tri-Estado

    - World Class Championship Wrestling ( selecione a filmagem )
      - Grande luta da NWA
      - Associação de luta livre de classe mundial

    - Luta pelo Campeonato Mundial
    - World Wrestling Council ( selecionar filmagem )
      - Promoções esportivas do Capitólio

  - Grupo Musical WWE
  - Rede WWE
    - Rede WWE (Canadá)

  - Centro de Desempenho WWE
  - Rede de podcasts da WWE
  - Loja WWE
  - Estúdios WWE
- Campeonato de luta final
  - Campeonatos de luta do orgulho
  - Força de ataque
  - Ápice do UFC
  - Passe de Luta do UFC
  - Academia UFC
    - UFC Fit

  - Instituto de Performance UFC
    - Instituto de Performance do UFC Xangai

  - Loja UFC
  - Luta Extrema Mundial
  - Aliança Mundial de Luta

## Política de testes de drogas
A TKO mantém as políticas de testes de drogas de seus antecessores. O WWE Talent Wellness Program é um programa abrangente de exames de drogas, álcool e cardiologia iniciado em fevereiro de 2006, três meses após a morte repentina de um de seus lutadores mais conhecidos e populares, Eddie Guerrero, que morreu aos 38 anos de idade. . Antes da criação do Talent Wellness Program, a empresa-mãe da WWE (então World Wrestling Federation), Titan Sports, tinha uma política interna de testes de drogas que existiu de 1987 até ser cancelada em 1996. O Programa de Bem-Estar, de acordo com as diretrizes de sua Política de Abuso de Substâncias e Testes de Drogas, testa o uso recreativo de drogas e o abuso de medicamentos prescritos, incluindo esteróides anabolizantes. Através do Programa de Bem-Estar, os lutadores da WWE também são testados anualmente para problemas cardíacos preexistentes ou em desenvolvimento. Os testes de drogas são realizados pela Aegis Sciences Corporation; as avaliações cardíacas são realizadas pelo New York Cardiology Associates PC O Programa de Bem-Estar exige que todos os talentos "sob contrato com a WWE que realizam regularmente serviços no ringue como artistas esportivos profissionais" sejam submetidos a testes; no entanto, os artistas a tempo parcial estão isentos de testes. Em 2010, o uso de relaxantes musculares foi proibido.
Em 2015, o UFC anunciou parceria com a Agência Antidoping dos Estados Unidos (USADA). Após o início da parceria, a USADA, uma agência antidoping independente, atua como testadora de drogas oficial do UFC. A parceria fez com que a USADA realizasse um mínimo de 2.750 testes antidoping por ano, com uma média de cinco testes por lutador do UFC, e punições para os lutadores que falhassem nos testes. De acordo com a Política Antidoping do UFC, os lutadores estão sujeitos a testes aleatórios a qualquer momento e local em todas as amostras de sangue e urina coletadas pela USADA, dentro e fora da competição. Os lutadores devem participar do grupo de testes por pelo menos seis meses antes da luta para se qualificarem para um evento do UFC. Em fevereiro de 2017, o UFC fez alterações na Política Antidoping, em vigor em 1º de abril de 2017, como segue: (1) Os lutadores novos no UFC sem contrato anterior estariam sujeitos a uma regra de teste de um mês. A mesma regra se aplica ao retorno de lutadores que foram rescindidos ou cujos contratos não foram renovados por decisão do UFC. Anteriormente, os lutadores que retornavam ou eram demitidos eram obrigados a passar por quatro meses de testes antes de competir em uma luta. (2) Os lutadores que retornaram e que optaram por se aposentar, entrar em hiato ou não terem renovado seu contrato, deverão estar em um grupo de testes de seis meses antes da competição. (3) Nenhuma violação de doping é atribuída a lutadores recém-contratados do UFC que revelam voluntariamente o uso de uma substância proibida antes do teste. (4) Os testes “em competição” começam ao meio-dia do dia da pesagem e terminam uma hora depois que o lutador passa pelo exame médico pós-luta para testes pós-luta não selecionados. Para lutadores submetidos a testes pós-luta, os testes em competição terminam após a realização de qualquer teste pós-luta.
Em 11 de outubro de 2023, a USADA anunciou que sua parceria com o UFC terminaria em 1º de janeiro de 2024.